# Хаммер, Каролина
Каролина Хаммер (дат. Caroline Hammer; 28 октября 1832, Сёборгский приход, Ховедстаден — 12 января 1915, Фреденсборг, Ховедстаден) — одна из первых профессиональных фотографов-женщин в Дании. Она открыла свой бизнес портретного фотографа на фризском острове Фер, где у неё была собственная студия. Хаммер была первой женщиной, которая стала членом Датской фотографической ассоциации в 1881 году.

## Биография
Каролина Хаммер родилась 28 октября 1832 года в Хулерёде недалеко от Хорнбека на севере Зеландии. Она родилась в многодетной семье Хаммер: у её родителей было девять детей. Каролина была предпоследним ребёнком. Её отцом был окружной комиссара и герой эпохи наполеоновских войн Фредерик Абель Хаммер (1791—1877) а матерью Элизабет Кирстин Лемвиг (1794—1849). После смерти её матери в 1849 году семья переехала в Вик на фризском острове Фер, где поселился её брат Отто ставший морским офицером.
Они поселились на вилле Идиль, которую Отто построил для своего отца и трёх сестёр, которые жили с ним рядом с семьей Отто. Поселившись на вилле Каролина была нанята в городок Готинг. Там она научилась вышивать.
Именно здесь Каролина Хаммер открыла свою фотостудию с посетителями фешенебельного курорта Вик, ставшего популярным с тех пор, как Кристиан VIII посетил остров в 1842 году.
Мало известно о том, как Хаммер заинтересовалась фотографией или кто научил её этому искусству, но её первые работы относятся к 1860-м годам. Это были фотографии людей на пляже и вокруг острова. Часто на них были изображены рыбацкие лодки, рыбаки, запряженные лошадьми бани на колёсах, «птичьи гнёзда» для ловли диких уток. Среди сохранившихся работ — портреты её семьи и несколько пейзажей начала 1870-х годов. Особенно качественными считаются сделанные Каролиной детские портреты. Предполагается, что она продолжала практиковать, пока не вернулась в Зеландию в 1880-х годах. Около 1881 года она стала первой женщиной-членом Ассоциации датских фотографов.
В 1891 году Каролина Хаммер купила участок земли и построила дом для себя и сестер во Фреденсборге. Не будучи профессиональным фотографом, следующие 25 лет она продолжала фотографировать. Сохранилось большое количество фотографий её дома и сада.
Кэролайн Хаммер умерла во Фреденсборге 12 января 1915 года.